# تيري براون (لاعب كرة قدم بريطاني)
تيري براون (بالإنجليزية: Terry Brown)‏ هو لاعب كرة قدم بريطاني، ولد في القرن 20.